# Monika Häägg
Monika Ann-Kristin Häägg, född 25 september 1954, är en svensk författare och teaterpedagog. Hon har tidigare arbetat som amatörteaterledare för Halmstads Kvartersteater. År 2009 debuterade hon med den historiska romanen Solbarnet, som utspelar sig under bronsåldern. Hon skriver också musik och poesi och har tävlat i poetry slam.

## Utmärkelser
- Halmstads kommuns kulturstipendium (1998)
- Hallands författarsällskaps stipendium (2010)